# John Tierradentro
John Tierradentro (Cali, Colombia, 15 de agosto de 1973) es un exfutbolista colombiano que jugaba como defensa y estuvo en clubes de Colombia, Perú y Bolivia.

## Selección nacional
Fue seleccionado juvenil en la Copa Mundial sub-20 de 1993 que se jugó en Australia.

## Clubes
| Club                   | País     | Año       |
| ---------------------- | -------- | --------- |
| América de Cali        | Colombia | 1995-1996 |
| Deportes Quindío       | Colombia | 1996-1997 |
| América de Cali        | Colombia | 1998-1999 |
| Sport Boys             | Perú     | 1999-2000 |
| Deportivo Pasto        | Colombia | 2000-2001 |
| América de Cali        | Colombia | 2001-2004 |
| Jorge Wilstermann      | Bolivia  | 2004      |
| Independiente Santa Fe | Colombia | 2005-2006 |
| Depor FC               | Colombia | 2007      |

## Palmarés

### Campeonatos nacionales
| Título           | Club            | País     | Año     |
| ---------------- | --------------- | -------- | ------- |
| Primera División | América de Cali | Colombia | 1996/97 |
| Primera División | América de Cali | Colombia | 2001    |
| Torneo Apertura  | América de Cali | Colombia | 2002    |